# Dosinia extranea
Dosinia extranea is een tweekleppigensoort uit de familie van de Veneridae. De wetenschappelijke naam van de soort is voor het eerst geldig gepubliceerd in 1937 door Tom Iredale.